# Пейдждейл (Міссурі)
Пейдждейл (англ. Pagedale) — місто (англ. city) в США, в окрузі Сент-Луїс штату Міссурі. Населення — 2554 особи (2020).

## Географія
Пейдждейл розташований за координатами 38°40′48″ пн. ш. 90°18′29″ зх. д. / 38.68000° пн. ш. 90.30806° зх. д. (38.680065, -90.308128).  За даними Бюро перепису населення США в 2010 році місто мало площу 3,07 км², уся площа — суходіл.

## Демографія
Згідно з переписом 2010 року, у місті мешкали 3304 особи в 1179 домогосподарствах у складі 829 родин. Густота населення становила 1076 осіб/км².  Було 1461 помешкання (476/км²).
Расовий склад населення:
| - 93,4 % — чорних або афроамериканців - 3,4 % — білих - 0,2 % — корінних американців - 0,2 % — азіатів |

До двох чи більше рас належало 2,2 %. Частка іспаномовних становила 1,4 % від усіх жителів.
За віковим діапазоном населення розподілялося таким чином: 30,6 % — особи молодші 18 років, 57,7 % — особи у віці 18—64 років, 11,7 % — особи у віці 65 років та старші. Медіана віку мешканця становила 32,7 року. На 100 осіб жіночої статі у місті припадало 85,4 чоловіків;  на 100 жінок у віці від 18 років та старших — 76,3 чоловіків також старших 18 років.
Середній дохід на одне домашнє господарство  становив 34 638 доларів США (медіана — 28 487), а середній дохід на одну сім'ю — 37 891 долар (медіана — 28 508). Медіана доходів становила 31 509 доларів для чоловіків та 28 684 долари для жінок. За межею бідності перебувало 27,0 % осіб, у тому числі 39,4 % дітей у віці до 18 років та 17,5 % осіб у віці 65 років та старших.
Цивільне працевлаштоване населення становило 1158 осіб. Основні галузі зайнятості: освіта, охорона здоров'я та соціальна допомога — 26,5 %, роздрібна торгівля — 15,9 %, виробництво — 13,4 %.